# Cyphon
Cyphon is een geslacht van kevers uit de familie moerasweekschilden (Scirtidae).

## Soorten
Deze lijst van 228 soorten is mogelijk niet compleet.
- C. aberratus Klausnitzer, 1982
- C. ainu Nakane, 1963
- C. albanicus Klausnitzer, 1990
- C. albidosparsus Nyholm, 2000
- C. alticola Klausnitzer, 1976
- C. amami Yoshitomi, 2005
- C. amaurus Klausnitzer, 1980
- C. americanus Pic, 1913
- C. aomorianus Yoshitomi, 2005
- C. arcuatus Hatch, 1962
- C. arietizans Nyholm, 1970
- C. asymmetricus Blackwelder & Arnett, 1974
- C. australis Klausnitzer, 1991
- C. baloghi Klausnitzer, 1979
- C. besucheti Klausnitzer, 1980
- C. bicolor LeConte, 1853
- C. binotatus Pic, 1953
- C. biperfomtus Champion, 1924
- C. brancuccii Klausnitzer, 2005
- C. brevicollis (LeConte, 1866)
- C. bromelius Klausnitzer, 1980
- C. carolinense Miwa & Chujo, 1938
- C. carus Klausnitzer, 1980
- C. caspicus Klausnitzer, 1975
- C. cautus Klausnitzer, 1980
- C. coarctatus Paykull, 1799
- C. collaris (Guérin-Méneville, 1843)
- C. comptus Klausnitzer, 1976
- C. confusus Brown, 1930
- C. convexum Pic, 1929
- C. cooperi Schaeffer, 1931
- C. coreanicus Klausnitzer, 1975
- C. corectorum Nyholm, 1945
- C. corsicus Nyholm, 1964
- C. crinitus Klausnitzer, 1979
- C. chlorizans Klausnitzer, 1973
- C. dalatensis Pic, 1928
- C. decussatus Nyholm, 2000
- C. dentatus Klausnitzer, 1976
- C. derelictum Peyerimhoff, 1931
- C. designandus Nyholm, 1957
- C. dieckmanni Klausnitzer, 1976
- C. difficilis Klausnitzer, 1976
- C. dinolabis Nyholm, 1970
- C. disparatus Klausnitzer, 1980
- C. distans Klausnitzer, 1977
- C. doctus Lea, 1910
- C. dolini Klausnitzer, 2005
- C. drymophilous Young & Stribling, 1990
- C. dubius Klausnitzer, 1980
- C. echinatus Klausnitzer, 1982
- C. elgonensis Pic, 1935
- C. erythrinus Klausnitzer, 1979
- C. euoplus Nyholm, 1970
- C. euryceros Nyholm, 1970
- C. exiguus G. Horn, 1880
- C. facetus Klausnitzer, 1977
- C. felix Klausnitzer, 1980
- C. fenestratus (Blackburn, 1892)
- C. ferrugatulus Klausnitzer, 1980
- C. formosus Klausnitzer, 1980
- C. friesei Klausnitzer, 1969
- C. furcillatus Nyholm, 1949
- C. fuscescens Klausnitzer, 1976
- C. gerardi Pic, 1955
- C. gracilicornis Wollaston, 1864
- C. graecus Klausnitzer, 1976
- C. grande Pic, 1934
- C. granulosus Sasagawa, 1985
- C. gredleri Klausnitzer, 2006
- C. groehni Klausnitzer, 2004
- C. hamatus Klausnitzer, 1977
- C. haplous Klausnitzer, 1976
- C. hashimotorum Yoshitomi, 1998
- C. herthae Klausnitzer, 2004
- C. hiekei Klausnitzer, 1973
- C. hilaris Nyholm, 1944
- C. hofferi Klausnitzer, 1973
- C. honorus Klausnitzer, 1980
- C. honshuanus Yoshitomi, 2005
- C. horioni Klausnitzer, 1976
- C. iberus Nyholm, 1976
- C. ignoratus Nyholm, 2000
- C. impressus Kiesenwetter, 1871
- C. inustulatus Klausnitzer, 1980
- C. irritans Klausnitzer, 1980
- C. ishiharai Sasagawa, 1985
- C. jaechi Yoshitomi, 2002
- C. jaegeri Klausnitzer, 2005
- C. jaloszynskii Ruta, 2004
- C. jelineki Klausnitzer, 1969
- C. jiangxiensis Yoshitomi, 2002
- C. johni Klausnitzer, 1976
- C. johorensis Yoshitomi & Sato, 2004
- C. karnatakaensis Ruta, 2007
- C. kaszabi Klausnitzer, 1967
- C. keilbachi Klausnitzer, 2004
- C. kejvali Ruta, 2007
- C. kerzhneri Klausnitzer, 1982
- C. kongsbergensis Munster, 1924
- C. kyushuanus Yoshitomi, 2005
- C. laevipennis Tournier, 1868
- C. lepidulus Nyholm, 1968
- C. lithophilus Hernando, Aguilera & Ribera, 2003
- C. litigiosus Klausnitzer, 1980
- C. loebli Klausnitzer, 2006
- C. longior Yoshitomi & Sato, 2004
- C. longispinus Nyholm, 1968
- C. longiusculus Nyholm, 1970
- C. lucidus Klausnitzer, 1980
- C. luteoapicalis Ruta, 2007
- C. luteomaculatus Pic, 1924
- C. macedonicus Nyholm, 1957
- C. maculipennis Klausnitzer, 1968
- C. magicus Blackwelder & Arnett, 1974

- C. maharashtraensis Ruta, 2007
- C. mangolensis Klausnitzer, 1981
- C. marocanus Pic, 1934
- C. masatakai Klausnitzer, 2003
- C. maternus Klausnitzer, 1979
- C. mendosus Klausnitzer, 1980
- C. micans Klausnitzer, 1973
- C. minax Klausnitzer, 1980
- C. minutulus Klausnitzer, 1980
- C. mirabilis Klausnitzer, 1973
- C. neopadi Klausnitzer, 1976
- C. neovaribilis Klausnitzer, 1976
- C. nigroflavus Ruta, 2004
- C. nipponicus Yoshitomi, 2005
- C. notabilis Yoshitomi & Sato, 2004
- C. notatus Klausnitzer, 1977
- C. obscurellus Klausnitzer, 1976
- C. obscurus (Guérin-Méneville, 1843)
- C. occidens Yoshitomi, 2005
- C. ochraceus Stephens, 1830
- C. ochreatus Klausnitzer, 1976
- C. ohbayashii Yoshitomi, 2005
- C. okinawanus Yoshitomi, 2005
- C. optatus Klausnitzer, 1980
- C. osellae Klausnitzer, 1989
- C. ozensis Sato, 1982
- C. pachymerus Broun, 1912
- C. padi (Linnaeus, 1758)
- C. palmi Nyholm, 1949
- C. paludosus Sasagawa, 1985
- C. palustris C.G. Thomson, 1855
- C. pallicolor Fairm, 1885
- C. pandellei Bourgeois, 1884
- C. paramicans Klausnitzer, 1979
- C. patiens Klausnitzer, 1982
- C. pauliani Pic, 1942
- C. pavens Klausnitzer, 1980
- C. paykulli Guérin, 1843
- C. peregrinus Klausnitzer, 1980
- C. perplexus Blatchley, 1914
- C. perses Nyholm, 1976
- C. peterseni Klausnitzer, 1973
- C. pigrans Klausnitzer, 1980
- C. pilumnus Klausnitzer, 1980
- C. placidus Klausnitzer, 1973
- C. plurisignatum Pic, 1955
- C. poecilopterus Nyholm, 2000
- C. poggi Klausnitzer, 1990
- C. ponticus Nyholm, 1976
- C. postcornutus Klausnitzer, 1973
- C. primitus Klausnitzer, 1976
- C. princeps Nyholm, 2000
- C. proprius Yoshitomi, 2005
- C. pseudoatratus Ruta, 2007
- C. pubescens Fabricius, 1792
- C. puncticeps Kiesenwetter, 1874
- C. punctipennis Sharp, 1873
- C. pusiolus Nyholm, 2000
- C. putonii Brisout de Barneville, 1863
- C. quadrum Klausnitzer, 1980
- C. reconditus Klausnitzer, 1980
- C. reitterl Klausnitzer, 1976
- C. remotus Klausnitzer, 1980
- C. robusticorne Pic, 1930
- C. robustus LeConte, 1875
- C. rotundatus Klausnitzer, 1973
- C. rotundulus Klausnitzer, 1980
- C. ruficeps Tournier, 1868 – roodkopmoerasweekschildkever
- C. ruficollis (Say, 1825)
- C. rufopacus Klausnitzer, 1980
- C. samuelsoni Yoshitomi & Sato, 2004
- C. sannoides Yoshitomi, 1996
- C. satoi Sasagawa, 1985
- C. scabridus Klausnitzer, 1980
- C. scurrula Nyholm, 1970
- C. schawalleri Klausnitzer, 2006
- C. schmidti Klausnitzer, 2006
- C. schwabei Pic, 1938
- C. setulipennis Klausnitzer, 1976
- C. setulosus Klausnitzer, 1973
- C. siculus Tournier, 1868
- C. simplex Klausnitzer, 1981
- C. simulans Klausnitzer, 1979
- C. sinuosus Sasagawa, 1985
- C. solarii Nyholm, 1957
- C. spinifer Yoshitomi, 2005
- C. spinulosus Klausnitzer, 1976
- C. subvariegatus Nyholm, 2000
- C. sulawesicus Yoshitomi & Sato, 2004
- C. sulcatipenne Pic, 1936
- C. sulcicollis Mulsant & Rey, 1865
- C. suspiciosus Klausnitzer, 1980
- C. takahashii Yoshitomi & Sato, 2004
- C. tamilensis Ruta, 2007
- C. tardus Klausnitzer, 1980
- C. tertius Klausnitzer, 1976
- C. thailandicus Ruta, 2004
- C. thaleri Klausnitzer, 2005
- C. tohokuanus Yoshitomi, 2005
- C. topali Klausnitzer, 1980
- C. tsushimanus Yoshitomi, 2005
- C. uenoi Yoshitomi, 2005
- C. umbricolor Nyholm, 2000
- C. unguiculatus Nyholm, 1950
- C. unidentatus Klausnitzer, 2006
- C. unipunctatus Klausnitzer, 1980
- C. variabilis (Thunberg, 1785)
- C. venustus Klausnitzer, 1977
- C. voluptificus Klausnitzer, 1980
- C. vulgaris Yoshitomi, 2005
- C. weigeli Klausnitzer, 2005
- C. wittmeri Nyholm, 1970
- C. yakushimanus Yoshitomi, 2005
- C. yayeyamanus Yoshitomi, 2005